# Paul McCartney
Sir James Paul McCartney (wym. [ˈdʒeɪmz ˈpɔ:l məˈkɑ:tni]; ur. 18 czerwca 1942 w Liverpoolu) – brytyjski kompozytor, multiinstrumentalista i piosenkarz, kawaler Orderu Imperium Brytyjskiego. Znany głównie jako członek grupy The Beatles, która sprzedała najwięcej płyt spośród wszystkich zespołów w historii.
Kompozytor muzyki rockowej, filmowej, poważnej oraz elektronicznej. Znany jest także z częstych udziałów w projektach charytatywnych. Napisana przez niego piosenka „Yesterday” jest najczęściej granym przez innych artystów utworem w historii, a także najczęściej graną piosenką w amerykańskich mediach – ponad 7 mln razy. Inna stworzona przez niego piosenka, „Mull of Kintyre” z 1977, była pierwszym singlem sprzedanym w ponad 2 mln nakładzie w Wielkiej Brytanii. Pozostał najlepiej sprzedającym się singlem aż do 1984.
Przedsiębiorstwo MPL Communications, którego właścicielem jest McCartney, posiada prawa autorskie do ponad 3 tys. piosenek. W katalogu znajdują się m.in. wszystkie piosenki napisane przez Buddy’ego Holly’ego oraz musicale: Guys and Dolls, Grease i Chór.
Jest także malarzem, obrońcą praw zwierząt, wegetarianinem, nauczycielem muzyki, aktywistą w kampaniach przeciw minom lądowym, wybijaniu fok i długowi trzeciego świata.
Wpisany w Księdze Rekordów Guinnessa jako muzyk i kompozytor, który osiągnął największy sukces w historii muzyki, dzięki ponad 60 złotym płytom i setkom milionów sprzedanych płyt. Był członkiem spółki kompozytorskiej Lennon/McCartney, która odniosła największy sukces w historii muzyki i miała ogromny wpływ na innych twórców. Po rozpadzie The Beatles wraz z żoną, Lindą McCartney, założył zespół Wings, a po jego rozwiązaniu z powodzeniem kontynuował karierę solową.
Jest zdobywcą wielu nagród. Otrzymał odznaczenie (MBE) w 1965 i był pasowany na kawalera tego orderu w 1997. Ponadto 4 maja 2018 został uhonorowany przez Królową Elżbietę II – Orderem Towarzyszy Honoru, za swój wkład w muzykę w Wielkiej Brytanii i na całym świecie. Order of the Companions of Honour odebrał w Pałacu Buckingham, w obecności swojej żony Nancy Shevell.
Został uznany za jednego ze 100 żyjących geniuszy, na podstawie e-mailowego sondażu przedsiębiorstwa konsultingowego Creators Synectics.
Dwukrotnie wprowadzony do Rock and Roll Hall of Fame – w 1988 wraz z The Beatles i w 1999 jako artysta solowy.

## Życiorys

### 1942–1957: Dzieciństwo i lata młodzieńcze
Urodził się w 18 czerwca 1942 w Walton General Hospital w Liverpoolu, gdzie jego matka, Mary Patricia z domu Mohin, pracowała jako pielęgniarka na oddziale położniczym. Jego ojciec, James „Jim” McCartney, był sprzedawcą bawełny, strażakiem i bandżystą jazzowym. Paul został ochrzczony w obrządku rzymskokatolickim, aczkolwiek wychowywany był bezwyznaniowo ze względu na fakt, iż matka była katoliczką, a ojciec – protestantem nastawionym agnostycznie. Podobnie jak wielu mieszkańców Liverpoolu McCartney ma korzenie irlandzkie; jego dziadek ze strony matki – Owen Mohin/Mohan urodził się w Tullynamalrow w hrabstwie Monaghan w Irlandii i w 1905 poślubił Mary Theresę Danher z Toxteth. Ma młodszego o półtora roku brata Michaela (ur. 7 stycznia 1944).
Ze względu na pracę rodziców wielokrotnie się przeprowadzał, mieszkał m.in. w Anfield, północno-zachodniej dzielnicy Liverpoolu, po II wojnie światowej przeniósł się z rodziną do domu w Kowlsely w Wallasey, a w 1955 zamieszkali w domu przy Forthlin Road 20 w Allerton. W dzieciństwie śpiewał w chórze kościelnym i uczestniczył w przesłuchaniu do chóru przy katedrze anglikańskiej, ale został odrzucony, bo nie umiał czytać nut. Dzięki ojcu zafascynował się artystami, takimi jak Fats Waller czy Fred Astaire, później był też fanem Elvisa Presleya, Lonnie Donegana, Eddiego Cochrana, Roberta Vincenta i Little Richarda. W 1955 napisał swój pierwszy autorski utwór – „I Lost My Little Girl”. Próbując otrząsnąć się po śmierci matki, która zmarła 31 października 1956 wskutek choroby nowotworowej (rak piersi), poświęcił się grze na gitarze, kontynuował też pisanie piosenek. Od dziecka jest osobą leworęczną, dlatego grał na gitarze odwróconej do góry nogami. Po śmierci matki zamknął się w sobie, opuścił się w nauce, zaczął wagarować i wkroczył w okres nastoletniego buntu.

### 1956–1960: The Quarrymen i The Silver Beetles

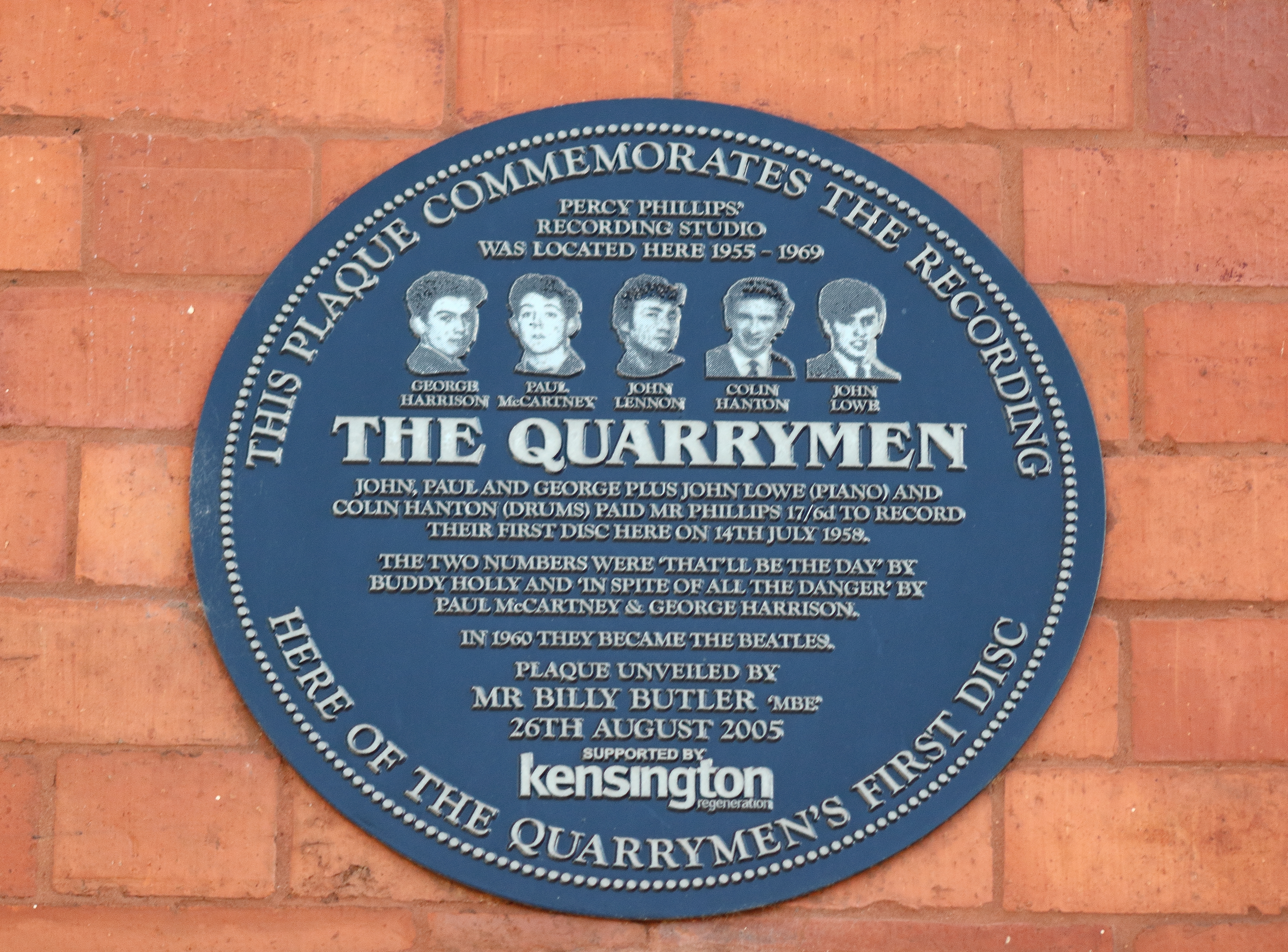
Emblemat zespołu The Quarrymen z McCartneyem

15 czerwca 1956 podczas Woolton Fête, uroczystości podsumowującej rok szkolny w Quarry Bank Grammar School odbywającej się w ogrodzie kościoła pw. Świętego Piotra w Woolton, poznał Johna Lennona, współtwórcę i członka zespołu The Quarrymen. Kolejny raz spotkali się 6 lipca 1957 na kolejnej edycji Woolton Fête, na której zespół Lennona grał koncert, a McCartney dołączył do nich na scenie, prezentując covery rockandrollowych przebojów: „Long Tall Sally”, „Tutti Frutti”, „Be-Bop-a-Lula” i „Twenty Flight Rock”. Następnego dnia wziął udział w próbie zespołu, a 18 października zadebiutował na scenie wystąpem z The Quarrymen na zabawie tanecznej Klubu Konserwatywnego w New Clubmoor Hall w Liverpoolu. Podjął też studia na Liverpool Art College, ale opuszczał wiele zajęć (co skutkowało niezdaniem egzaminów i powtarzaniem jednego roku), a czas wolny poświęcał na doskonalenie gry na gitarze. Latem 1957 wziął udział w konkursie młodych talentów zorganizowanym na obozie w Filey w Yorkshire, na którym wykonał covery piosenek „Bye Bye Love” zespołu The Everly Brothers i „Long Tall Sally” Little Richarda.
McCartney i Lennon szybko się zaprzyjaźnili oraz zaczęli tworzyć pierwsze wspólne utwory. W początkach ich przyjaźni Mimi Smith, ciotka i opiekunka Lennona, nie akceptowała McCartneya, ponieważ pochodził z „klasy robotniczej”, poza tym nazywała go „małym przyjacielem Johna”. Ojciec McCartneya powiedział synowi, że Lennon „wpakuje go w kłopoty”, jednak pozwolił The Quarrymen odbywać próby w swoim domu. Do The Querrymen wkrótce dołączyli George Harrison i Stuart Sutcliffe. W tym składzie w sierpniu 1960 zagrali w Hamburgu pierwszy koncert jako The Beatles.

### 1960–1970: Solowe początki
Po powrocie z Hamburga zgłosił się do biura pośrednictwa pracy i zaczął pracować w firmie przewozowej i przy nawijaniu uzwojeń w firmie „Massey and Coggins”, a po dwóch miesiącach wrócił do muzyki.

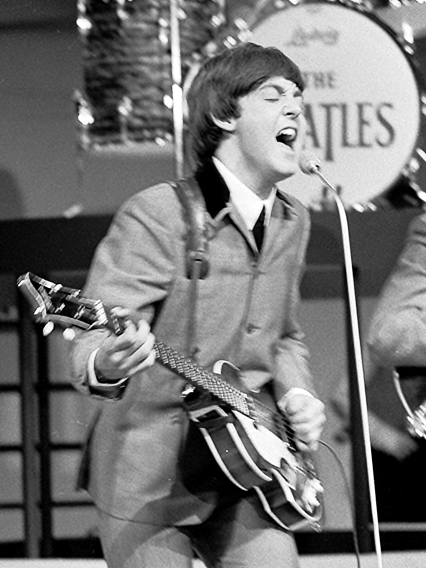
McCartney podczas koncertu The Beatles (1964)

Równolegle z działalnością w The Beatles tworzył piosenki dla innych wykonawców. W 1964 nawiązał współpracę z duetem Peter and Gordon, dla którego napisał przebój „A World Without Love” oraz utwory: „Nobody I Know”, „I Don’t Want to See You Again” i „Woman”. W 1969 napisał piosenkę „Penina” dla Carlosa Mendesa.
12 lipca 1966 z Lennonem odebrał trzy nagrody muzyczne im. Ivora Novella za utwory: „Help!”, „Yesterday” i „We Can Work It”. W tym samym roku skomponował z George’em Martinem muzykę do filmu Nowożeńcy (The Family Way, 1967). W latach 60. zaczął pracować jako producent muzyczny; współtworzył piosenki m.in. Mary Hopkin, Billy’ego Prestona, Jackiego Lomaxa, Brute’a Force’a oraz zespołów: Cliff Bennett and the Rebel Rousers, Badfinger, Black Dyke Mills Band, Trash i The Fourmost.
W październiku 1969 rozgłośnia radiowa WKNR w Detroit przekazała informację o śmierci McCartneya, co rozpoczęło serię kolejnych teorii spiskowych wokół rzekomych okoliczności zgonu artysty. McCartney w odpowiedzi na plotki udzielił wywiadu tygodnikowi „Life” i wziął udział w okładkowej sesji zdjęciowej z żoną i dziećmi.
10 kwietnia 1970 ogłosił w wywiadzie dla czasopisma „Daily Mirror”, że odchodzi z The Beatles. Tydzień później wydał pierwszy solowy album, zatytułowany po prostu McCartney, który w miesiąc od premiery rozszedł się w nakładzie 1 mln egzemplarzy, mimo że zebrał chłodne recenzje od krytyków i widzów. Mc Cartney umieścił na płycie m.in. utwór „Maybe I’m Amazed”, który zajął 338. miejsce w rankingu 500 piosenek wszech czasów według redakcji magazynu „Rolling Stone”.

### Od 1971: Kariera z Wings i solowa
W 1971 wydał drugi solowy album pt. Ram, który nagrał z żoną, Lindą McCartney. Płytą powtórzył sukces sprzedażowy swojego solowego debiutu, jednak i tym razem nie zyskał przychylności krytyków. W latach 1971–1981 był liderem założonego przez siebie zespołu Wings, z którym m.in. wylansował przeboje: „Live and Let Die” (ze ścieżki dźwiękowej do filmu Żyj i pozwól umrzeć), „Jet” i „Mull of Kintyre”. Po rozpadzie grupy kontynuował solową karierę koncertową i wydawniczą. Zajął się także wydawaniem nagrań i nabywaniem praw do utworów innych wykonawców. Współpracował także z innymi artystami, m.in. nagrał piosenki: „Ebony and Ivory” ze Stevie Wonderem oraz „The Girl Is Mine” i „Say Say Say” z Michaelem Jacksonem, a także albumy: Press to Play (1985) z Erikiem Stewartem i Flowers in the Dirt (1989) z Elvisem Costellą. Zagrał główną rolę w negatywnie przyjętym przez krytyków filmie Petera Webba My Regards to Broadstreet (1984), do którego sam napisał scenariusz. W 1985 zagrał podczas koncertu o charakterze charytatywnym Live Aid. 26 września 1989 koncertem w Drammen rozpoczął swoją pierwszą solową trasę koncertową po świecie, którą zakończył 29 lipca 1990. W 1991 wydał Oratorium liverpoolskie Paula McCartneya, które stworzył z Carlem Davisem z okazji 150. rocznicy powstania Królewskiej Orkiestry Filharmonicznej w Liverpoolu.

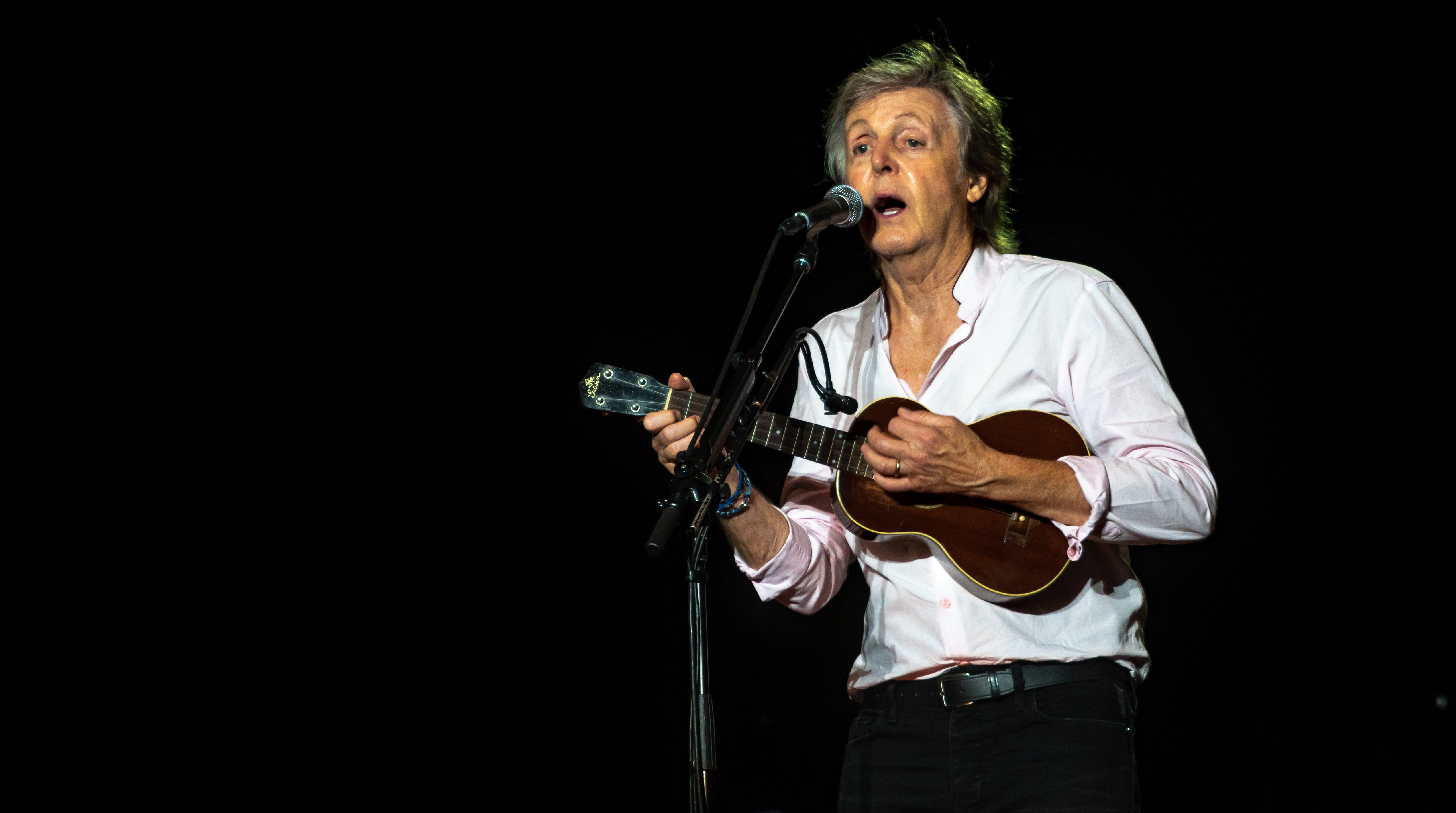
McCartney (2018)

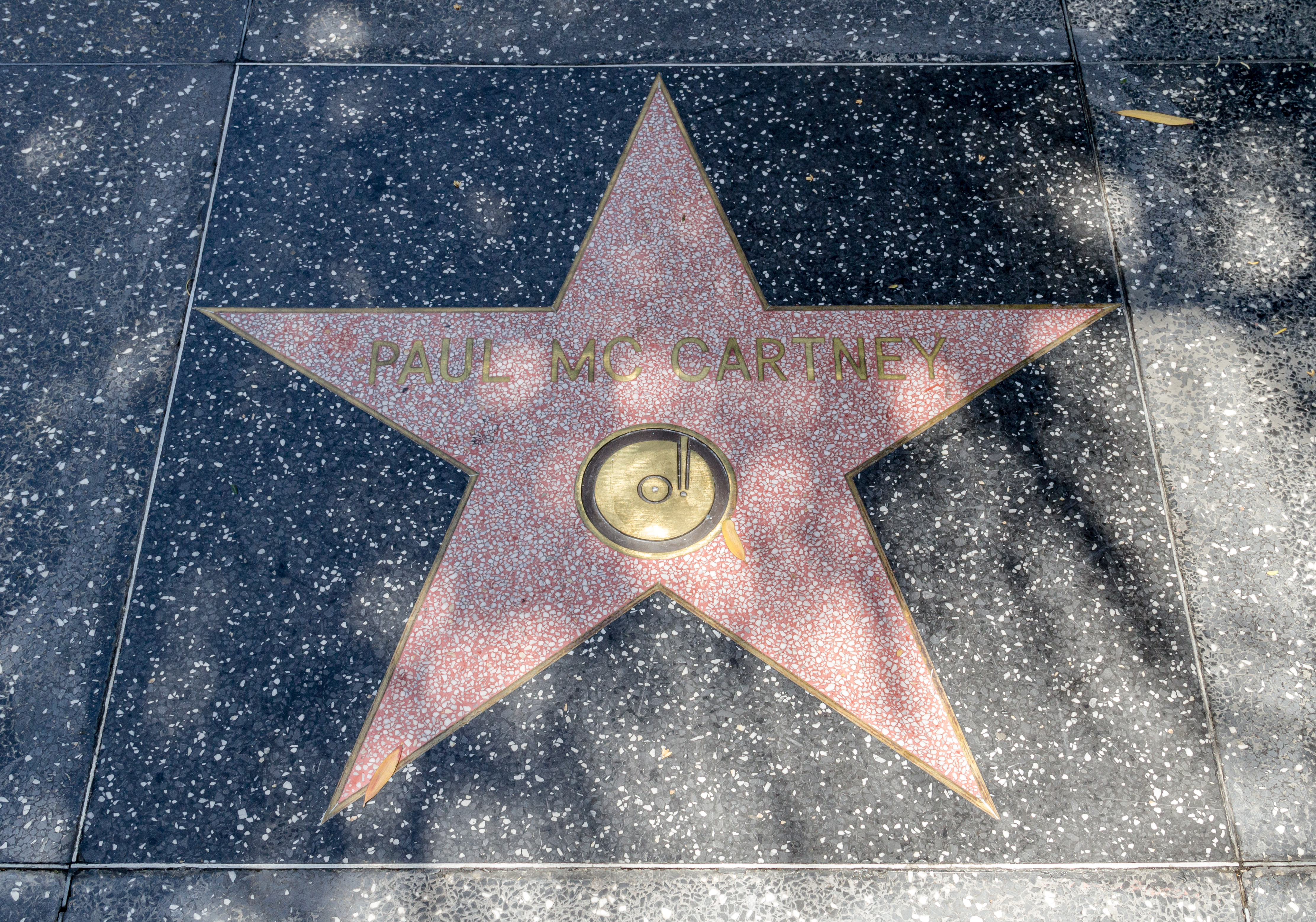
Gwiazda McCartneya w Hollywood Walk of Fame

14 czerwca 2008 wystąpił w Kijowie. 3 czerwca 2010 za całokształt twórczości w dziedzinie muzyki popularnej z rąk prezydenta USA Baracka Obamy odebrał nagrodę im. Gershwinów przyznawaną przez Bibliotekę Kongresu Stanów Zjednoczonych. 22 czerwca 2013 wystąpił na Stadionie Narodowym w Warszawie w ramach trasy koncertowej Out there!; koncert został ciepło przyjęty przez fanów. Za występ podczas ceremonii otwarcia Igrzysk Olimpijskich w 2012 dostał symbolicznego funta (taka suma pojawiła się na ich kontrakcie z organizatorami olimpiady, co było wymagane przez brytyjskie prawo).
Pojawił się w piątej części cyklu: Piraci z Karaibów: Zemsta Salazara
W 2018 wystąpił w Krakowie. W 2019 napisał książkę dla dzieci pt. „Hey Grandude!” (pol. „Hej, przedziadku!”), do której stworzenia zainspirowały go własne relacje z wnukami; „Grandude” to przezwisko, które McCartneyowi nadał jeden z wnuków. 11 grudnia 2020 wydał album pt. „McCartney III”.

## Życie prywatne

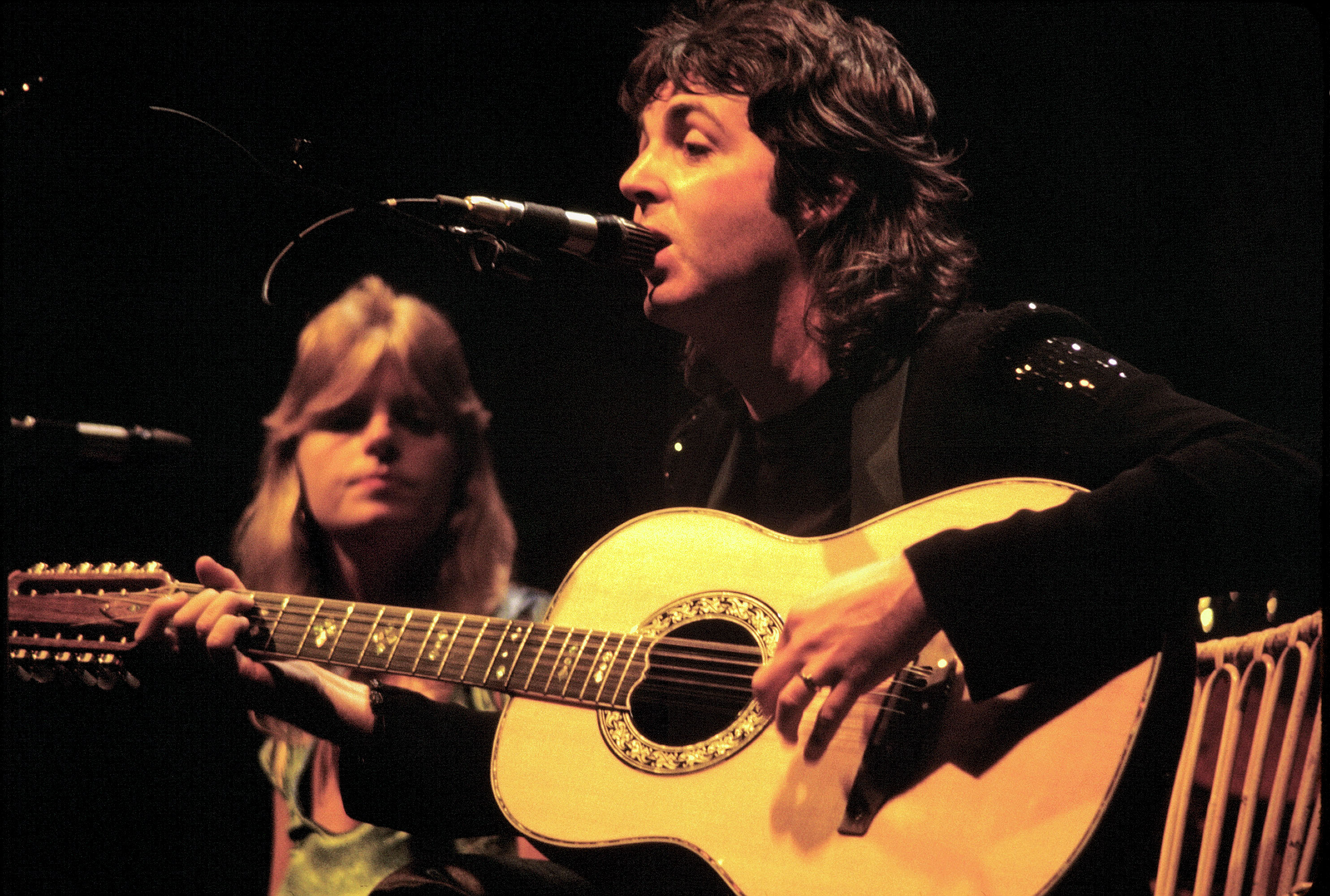
Paul i Linda McCartneyowie (1976)

W latach 60. spotykał się z Dorothy Rhone, Iris Storm, aktorką Jill Haworth, Winoną Williams i dziennikarką Francine Schwartz. Był zaręczony z aktorką Jane Asher, z którą rozstał się w grudniu 1967 po czterech latach związku. W 1968 związał się z Lindą Eastman, którą poślubił 12 marca 1969 w Londynie. Ma z nią dwie córki: Mary (ur. 1969) i Stellę (ur. 1971), oraz syna Jamesa (ur. 1977). Ze związku z Heather Mills ma córkę Beatrice Milly (ur. 2003). 

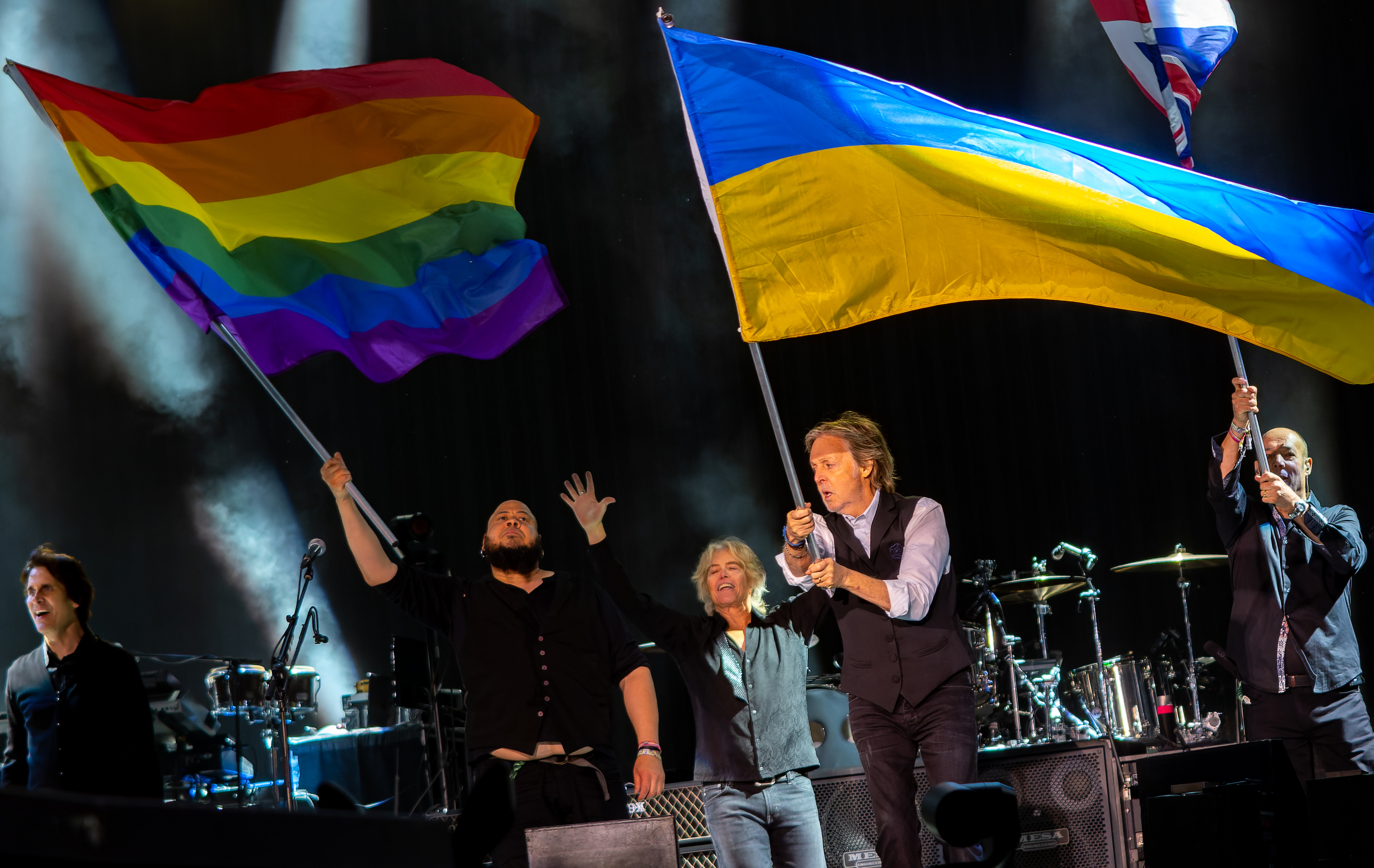
McCartney z flagą Ukrainy (2022)

W latach 60. zaczął zażywać narkotyki, m.in. palił marihuanę, próbował LSD i przyjmował kokainę, a po rozpadzie grupy The Beatles – również heroinę. W 1967 podpisał petycję do brytyjskich władz, której sygnatariusze domagali się legalizacji marihuany. 16 stycznia 1980 został zatrzymany na lotnisku Narita w Japonii, a następnie aresztowany za posiadanie przy sobie 219 g marihuany; wyszedł na wolność po dziewięciu dniach pobytu w więzieniu.
28 lutego 2022 wyraził poparcie dla Ukrainy w swoich mediach społecznościowych w rosyjskiej inwazji na ten kraj. Umieścił także linki organizacji antywojennych na Twitterze.